# El Rey (filme)
El Rey é um filme de drama colombiano de 2004 dirigido e escrito por Antonio Dorado. Foi selecionado como representante da Colômbia à edição do Oscar 2005, organizada pela Academia de Artes e Ciências Cinematográficas.

## Elenco
- Fernando Solórzano
- Cristina Umaña
- Marlon Moreno